# Anogramma ascensionis
Az Anogramma ascensionis a páfrányok közé tartozó növényfaj.

## Elterjedése
Az Atlanti-óceánon lévő Ascension-szigeten honos. 2003-tól kihaltként volt nyilvántartva, de 2009-ben újra felfedezték egy kis populációját, és 2010-től már súlyosan veszélyeztetett fajként szerepel a Vörös listán.

## Élőhelye
Trópusi vagy szubtrópusi nedves területeken él. Ezen helyek fogyatkozásával a faj állománya is fogyatkozik.